# Anomala holomelaena
Anomala holomelaena är en skalbaggsart som beskrevs av Bates 1891. Anomala holomelaena ingår i släktet Anomala och familjen Rutelidae. Inga underarter finns listade i Catalogue of Life.